# Cidade média-grande
Cidade média-grande é um termo comumentemente usado em urbanismo para designar cidades que abriguem de 300 mil a 500 mil habitantes. Acima de 500 mil habitantes é considerada cidade grande.
No Brasil há mais de 40 municípios entre 300 e 500 mil habitantes. Neles estão presentes universidades, centros de pesquisas, laboratórios, clínicas especializadas, além dos meios de comunicação de massa. Geralmente, esta categoria de cidade tem influência sobre uma determinada região do estado.
Em Portugal existem apenas 2 municípios dentro desta categoria, sendo eles, Sintra com 378 mil habitantes e Vila Nova de Gaia com 303 mil habitantes.

## Municípios do Brasil
| Posição | Código IBGE | Município             | Unidade Federativa | População |
| ------- | ----------- | --------------------- | ------------------ | --------- |
| 1º      | 3303302     | Niterói               | Rio de Janeiro     | 499 749   |
| 2º      | 3300456     | Belford Roxo          | Rio de Janeiro     | 495 783   |
| 3º      | 3301009     | Campos dos Goytacazes | Rio de Janeiro     | 490 288   |
| 4º      | 3205200     | Vila Velha            | Espírito Santo     | 486 388   |
| 5º      | 4305108     | Caxias do Sul         | Rio Grande do Sul  | 483 377   |
| 6º      | 1600303     | Macapá                | Amapá              | 474 706   |
| 7º      | 3529401     | Mauá                  | São Paulo          | 462 005   |
| 8º      | 3305109     | São João de Meriti    | Rio de Janeiro     | 460 461   |
| 9º      | 3549805     | São José do Rio Preto | São Paulo          | 450 657   |
| 10º     | 3548500     | Santos                | São Paulo          | 434 742   |
| 11º     | 3530607     | Mogi das Cruzes       | São Paulo          | 433 901   |
| 12º     | 3106705     | Betim                 | Minas Gerais       | 427 146   |
| 13º     | 3513801     | Diadema               | São Paulo          | 417 869   |
| 14º     | 2504009     | Campina Grande        | Paraíba            | 410 332   |
| 15º     | 3525904     | Jundiaí               | São Paulo          | 409 497   |
| 16º     | 4115200     | Maringá               | Paraná             | 406 693   |
| 17º     | 3143302     | Montes Claros         | Minas Gerais       | 402 027   |
| 18º     | 3538709     | Piracicaba            | São Paulo          | 397 322   |
| 19º     | 3510609     | Carapicuíba           | São Paulo          | 396 587   |
| 20º     | 2609600     | Olinda                | Pernambuco         | 390 771   |
| 21º     | 3201308     | Cariacica             | Espírito Santo     | 387 368   |
| 22º     | 1200401     | Rio Branco            | Acre               | 383 443   |
| 23º     | 5201108     | Anápolis              | Goiás              | 375 142   |
| 24º     | 3506003     | Bauru                 | São Paulo          | 371 690   |
| 25º     | 3205309     | Vitória               | Espírito Santo     | 363 140   |
| 26º     | 2303709     | Caucaia               | Ceará              | 362 223   |
| 27º     | 3523107     | Itaquaquecetuba       | São Paulo          | 360 657   |
| 28º     | 3551009     | São Vicente           | São Paulo          | 360 380   |
| 29º     | 2604106     | Caruaru               | Pernambuco         | 356 128   |
| 30º     | 2933307     | Vitória da Conquista  | Bahia              | 348 718   |
| 31º     | 4202404     | Blumenau              | Santa Catarina     | 348 513   |
| 32º     | 3516200     | Franca                | São Paulo          | 347 237   |
| 33º     | 4314407     | Pelotas               | Rio Grande do Sul  | 344 385   |
| 34º     | 4119905     | Ponta Grossa          | Paraná             | 344 332   |
| 35º     | 4304606     | Canoas                | Rio Grande do Sul  | 343 853   |
| 36º     | 2611101     | Petrolina             | Pernambuco         | 343 219   |
| 37º     | 1400100     | Boa Vista             | Roraima            | 332 020   |
| 38º     | 3154606     | Ribeirão das Neves    | Minas Gerais       | 328 871   |
| 39º     | 2610707     | Paulista              | Pernambuco         | 328 353   |
| 40º     | 3170107     | Uberaba               | Minas Gerais       | 328 272   |
| 41º     | 4104808     | Cascavel              | Paraná             | 319 608   |
| 42º     | 3518701     | Guarujá               | São Paulo          | 315 563   |
| 43º     | 3541000     | Praia Grande          | São Paulo          | 310 024   |
| 44º     | 3554102     | Taubaté               | São Paulo          | 307 953   |
| 45º     | 4125506     | São José dos Pinhais  | Paraná             | 307 530   |
| 46º     | 3552502     | Suzano                | São Paulo          | 307429    |
| 47º     | 3526902     | Limeira               | São Paulo          | 300 911   |